# Hermannin rantatie
La rue côtière d'Hermanni (finnois : Hermannin rantatie) est une rue à Helsinki  en Finlande .

## Présentation
La route côtière d'Hermanni est une des rues principales d'Helsinki. 
Elle part de la jonction de l'Itäväylä et de la route côtière de Sörnäinen dans le quartier de Kalasatama.
Elle finit à son intersection avec Hämeentie dans le quartier de Kumpula. 
La route côtière d'Hermann fait partie de la route européenne 75 et elle reçoit le trafic du centre d'Helsinki.

## Accès
La station de métro Kalasatama est à l'adresse Hermannin rantatie 2.

## Galerie

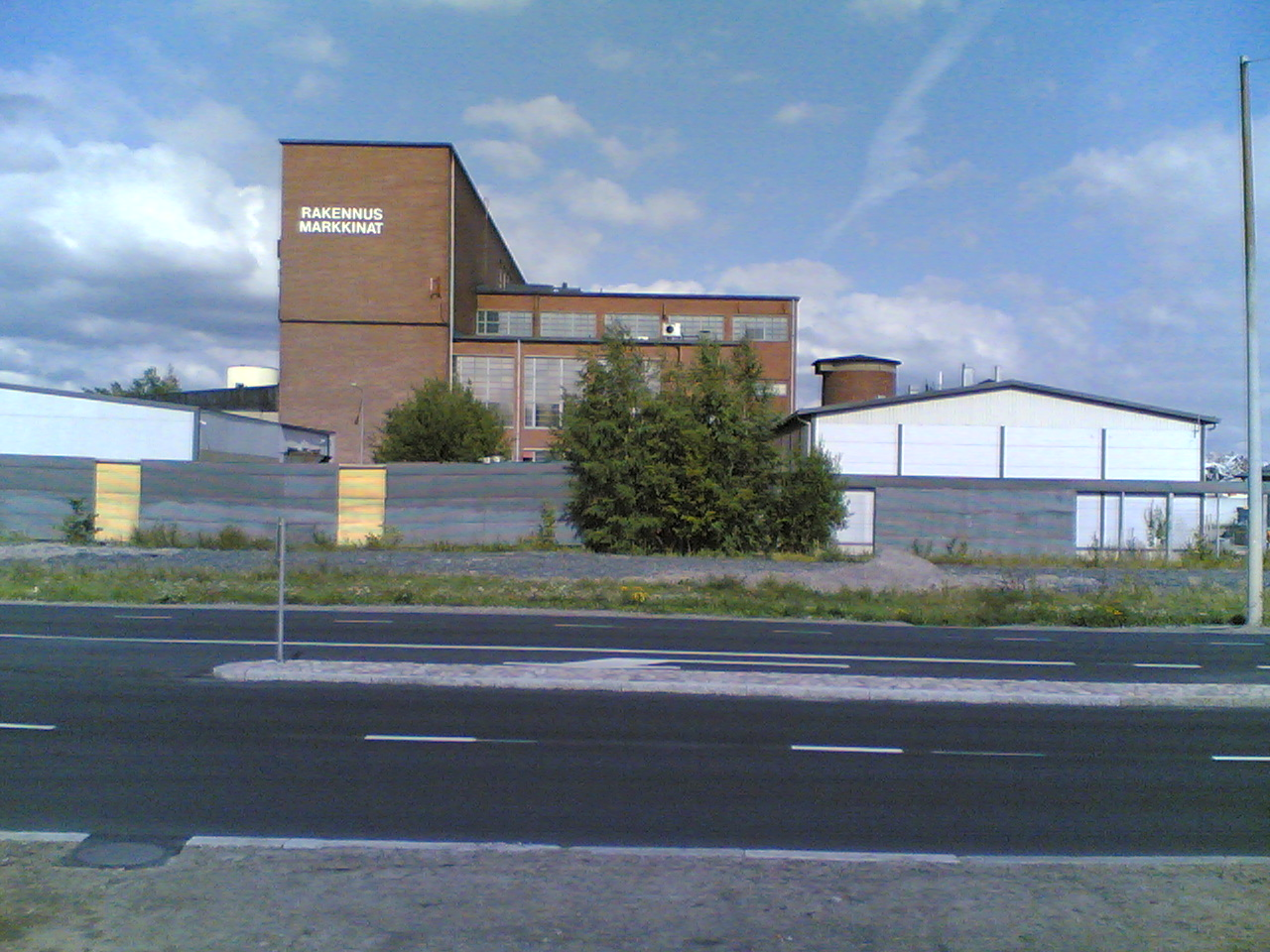
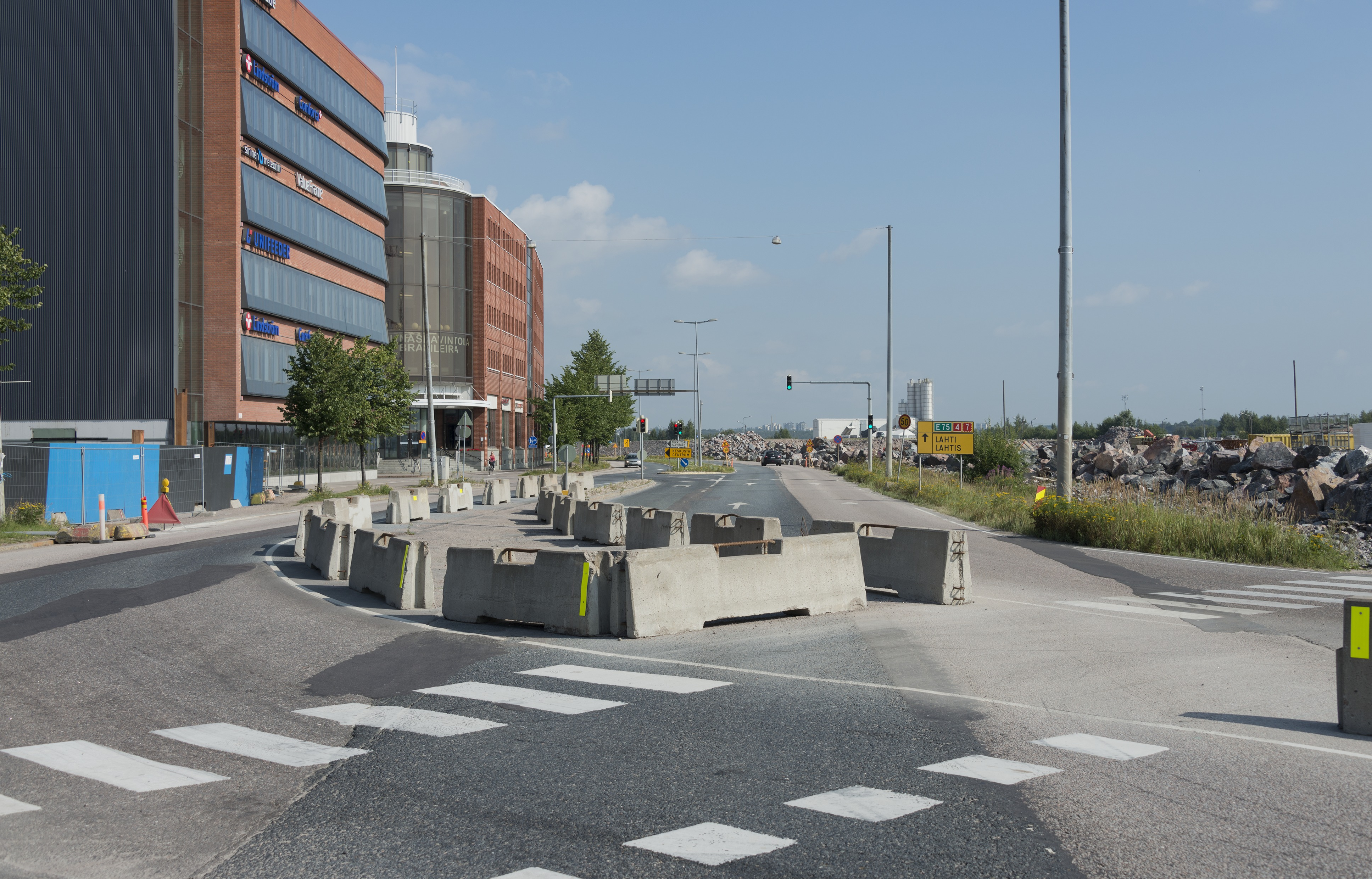
Hermannin rantatie à droite la construction de Kalasatama.
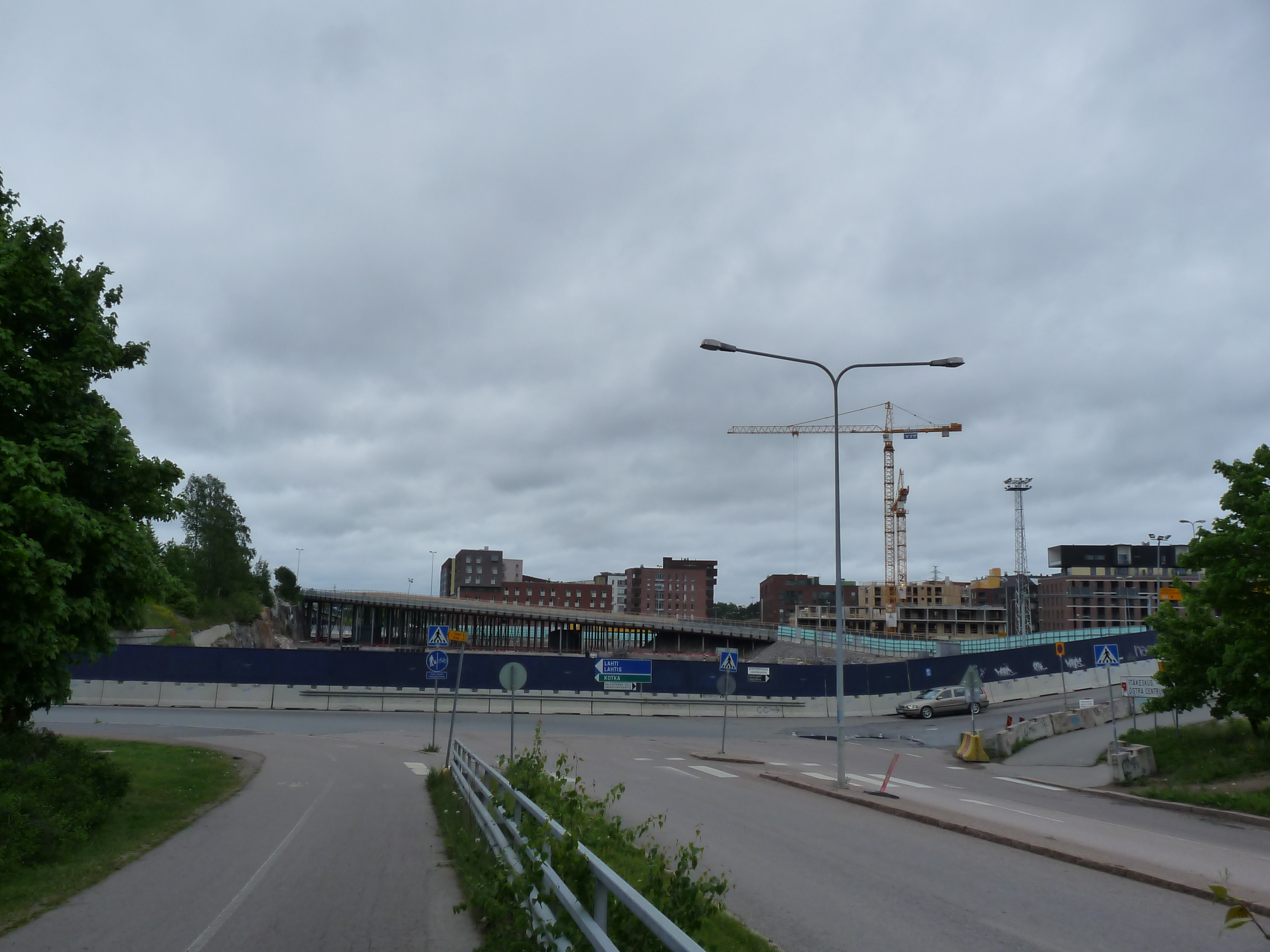
Intersection de l'Itäväylä et d'Hermannin rantatie.
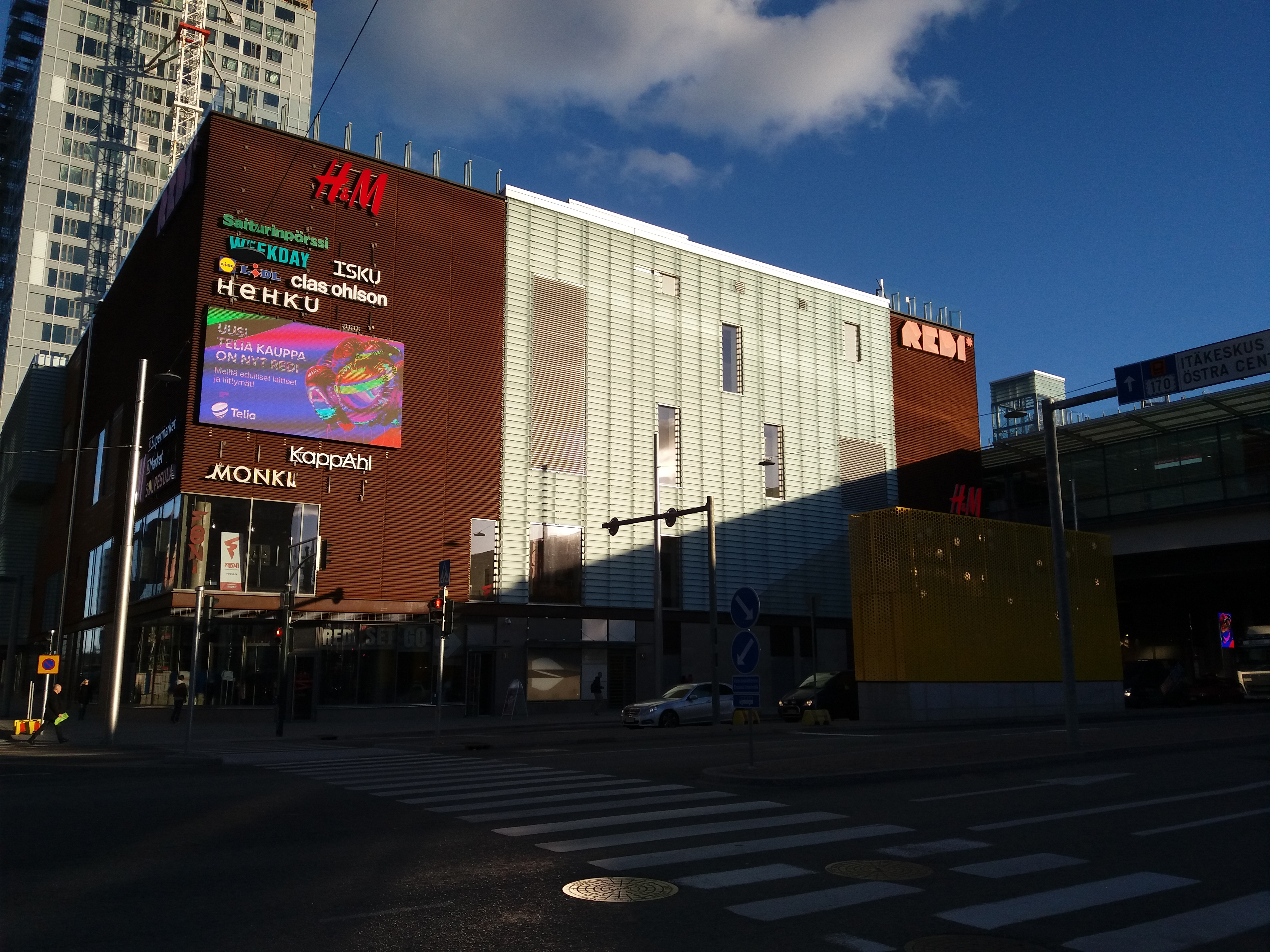
Centre commercial Redi, Hermannin rantatie 5.